# Kapucinkyrkan

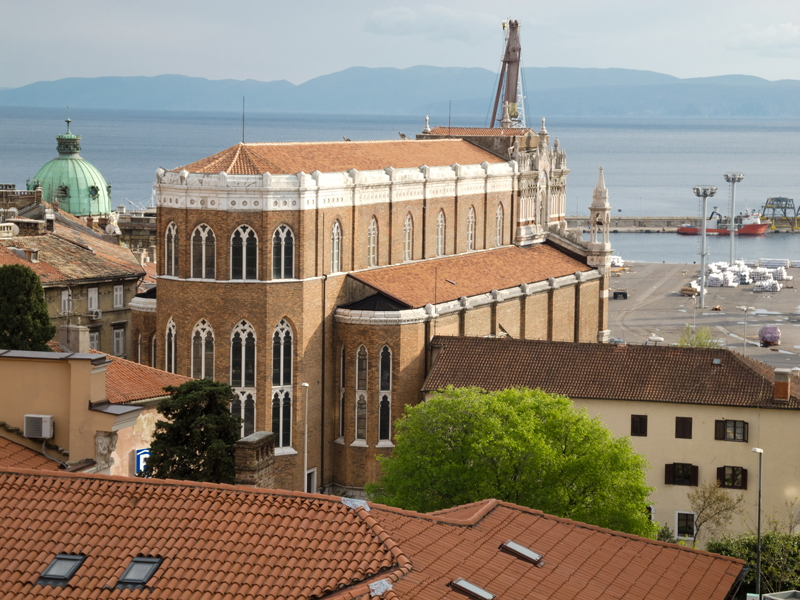
Kyrkans baksida. I bakgrunden syns Adriatiska havet och Kvarnerviken.

Kapucinkyrkan (kroatiska: Kapucinska crkva), officiellt Vår Fru av Lourdes kapucinkyrka (Kapucinska crkva Gospe Lordske), är en romersk-katolsk kyrka i Rijeka i Kroatien. Kyrkan uppfördes 1904-1929 och har en nygotisk fasad dekorerad med mosaiker och olika stensorter. Kyrkan står vid Žabicatorget i centrala Rijeka och är uppkallad efter Vår Fru av Lourdes. I anslutning till kyrkan finns ett kapucinkloster. 

## Historia
Byggnationen av kyrkan påbörjades den 11 februari 1904 på uppdrag av kapucinern Bernardin Škrivanić. Byggnadsarbetet leddes av arkitekten Giovanni Mario Curet. Den nya kyrkan uppfördes på platsen för en äldre kyrka som uppförts 1610-1613. Kyrkans undre del slutfördes 1908 medan byggnationen av dess övre delar, som uppfördes i omgångar, slutfördes först 1929 enligt ritningar av Kornelije Budinić (Cornelio Budinis). Budinić projekterade ursprungligen ett klocktorn som skulle nå en höjd på 75 m. Klocktornet uppfördes emellertid aldrig.  

## Arkitektur och interiör
De skulpturala dekorationerna på fasaden är gjorda av den venetianske skulptören Urbano Bottasso och skulptören Anton Maretić (Antonio Marietta). Maretić tillverkade skulpturen ovanför den övre portalen som föreställer Lourdesmadonnan. I kyrkan finns takmålningar och dekorationer av den lokala konstnären Romolo Venucci. I samband med restaureringen 2006 tillkom fem nya kyrkfönster i sidoskeppen. Glasmålningarna på de nya fönstren är gjorda av Robert Mijalić och föreställer kroatiska helgon och saligförklarade.